# Архиепархия Кучинга
Архиепархия Кучинга (лат. Archidioecesis Kuchingensis) — архиепархия Римско-Католической церкви c центром в городе Кучинг, Малайзия. Архиепархия Кучинга распространяет свою юрисдикцию на часть территории штата Саравака. В митрополию Кучинга входят епархии Мири, Сибу. Кафедральным собором архиепархии Кучинга является церковь святого Иосифа.

## История
5 февраля 1927 года Римский папа Пий XI издал бреве Quae rei sacrae, которой учредил апостольскую префектуру Саравака, выделив её из апостольской префектуры Лабуана и Борнео (сегодня — Архиепархия Кота-Кинабалу).
14 февраля 1952 года Римский папа Пий XII издал буллу Aequum sane, которой преобразовал апостольскую префектуру Саравака в апостольский викариат Кучинга.
31 мая 1976 года Римский папа Павел VI выпустил буллу Quoniam Deo favente, которой возвёл апостольский викариат Кучинга в ранг архиепархии.
22 декабря 1986 года архиепархия Кучинга передала часть своей территории для возведения новой епархии Сибу.

## Ординарии епархии
- епископ Эдмунд Дунн (5.02.1927 — 1935);
- епископ Людовик Хопфгартнер (8.11.1935 — 1949);
- епископ Jan Vos (18.11.1949 — 9.02.1968);
- епископ Карл Райтерер (9.02.1968 — 30.12.1974);
- архиепископ Peter Chung Hoan Ting (1975 — 21.06.2003);
- архиепископ John Ha Tiong Hock (21.06.2003 — по настоящее время).